# Historia natural y moral de las Indias
Die Historia natural y moral de las Indias (Natur- und Moralgeschichte West-Indiens) ist ein wichtiges Werk des spanischen Jesuiten José de Acosta.

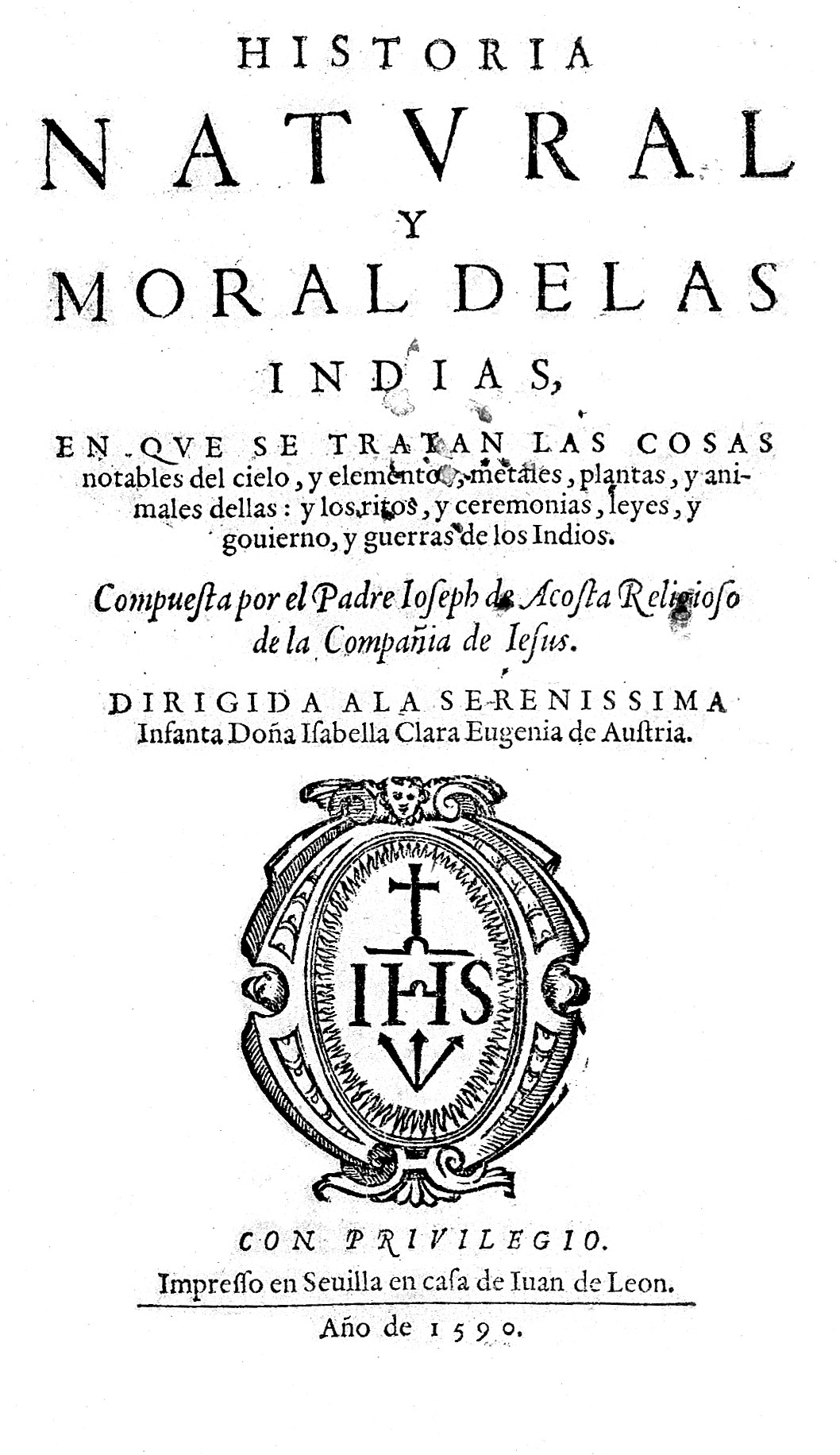
José de Acosta: Historia natural y moral de las Indias, Sevilla, Juan de León, 1590

## Einführung
Es ist eine enzyklopädische Sammlung von allem, was man Ende des 16. Jahrhunderts über die „Ureinwohner Amerikas“ – insbesondere Perus und Mexikos – wusste, sowohl über die natürlichen als auch über die kulturellen, sozialen, politischen und religiösen Fakten. Acosta verbrachte von 1569 bis 1588 achtzehn Jahre zwischen Mexiko (Neuspanien) und Peru und spielte eine wichtige Rolle bei der Gründung der Druckerpresse in Lima. Er unternahm ausgedehnte Reisen durch weite Gebiete Südamerikas, was ihm Kenntnisse aus erster Hand über die Gebiete und die einheimische Bevölkerung verschaffte.
Pater Acosta machte sich in dem Werk daran, der europäischen Kulturwelt das Geheimnis der Flora und Fauna des amerikanischen Kontinents und seiner Bewohner zu erschließen: Das Natur- und Menschenbild, das Acostas europäische Zeitgenossen für unverrückbar hielten, kollidierte mit der unbekannten und heterogenen Natur der Neuen Welt und mit der Religion, den Bräuchen, der Kunstauffassung und dem Leben der Bewohner dieser fernen Länder, der Länder des Staunens.
Das Werk wurde erstmals 1590 in Sevilla (Spanien) veröffentlicht und erlebte in den folgenden 20 Jahren vier weitere Auflagen in Spanisch, drei in Latein, zwei in Niederländisch, Französisch und Deutsch sowie eine in Englisch. Das Buch verdankt seinen Erfolg der Tatsache, dass es die erste realistische und detaillierte Beschreibung dessen ist, was genau gesagt die sogenannte „Neue Welt“ ist.

## Beschreibung
Acosta entnahm viele Informationen aus den Werken von Juan de Tovar, einem indigenen Jesuiten aus Neuspanien, und berichtete über seine Beobachtungen der natürlichen Gegebenheiten wie Himmel, Winde, Pflanzen, Flüsse, Mineralien und Tiere sowie über die soziopolitischen Aspekte des Lebens der Völker, denen er begegnete, hauptsächlich der Inkas in Peru und der Azteken in Mexiko: Bräuche, Familiensystem, landwirtschaftliche Praktiken, Regierung und Gesetze, ohne die religiösen – ihre Riten und Zeremonien – und philosophischen Aspekte zu vernachlässigen.
José de Acosta selbst lebte viele Jahre lang (ab 1570) in Peru, das er ausgiebig bereiste, und in Mexiko (Neuspanien) (ab 1586). Dies ermöglichte ihm einen breiteren Blickwinkel als seinen Vorgängern Gómara und Oviedo. So stellte Acosta mehr als ein Jahrhundert, bevor andere Europäer von einer Beringstraße erfuhren, die Hypothese auf, dass die indigenen Völker Lateinamerikas ursprünglich aus Asien stammten.
Generell äußerte sich Acosta mit Sympathie über die indigenen Völker. Er beschränkte sich nicht nur auf die Beobachtung, sondern sorgte sich auch um ihr Wohlergehen und ihr religiöses Heil. Unter seinen zahlreichen Schriften war auch eine andere sehr einflussreich. Es handelt sich dabei um De procuranda Indorum salute (etwa: Über die Gewährleistung des Seelenheils der Indianer) aus dem Jahr 1589.

## Ausgaben und Übersetzungen

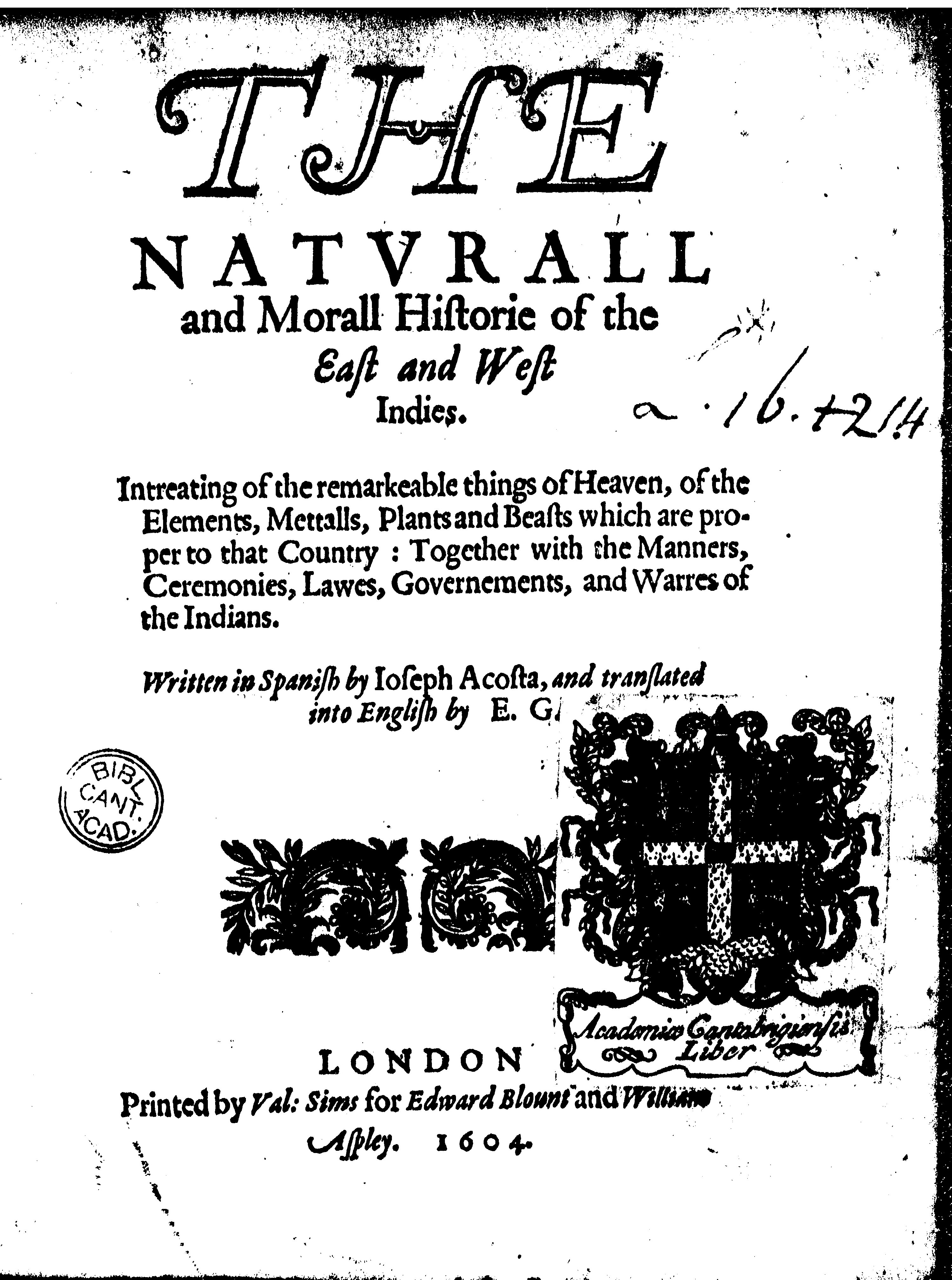
José de Acosta, The natural and moral historie of the East and West Indies, Übersetzung von Edward Grimstone, London, Edward Blount y William Aspley, 1604.

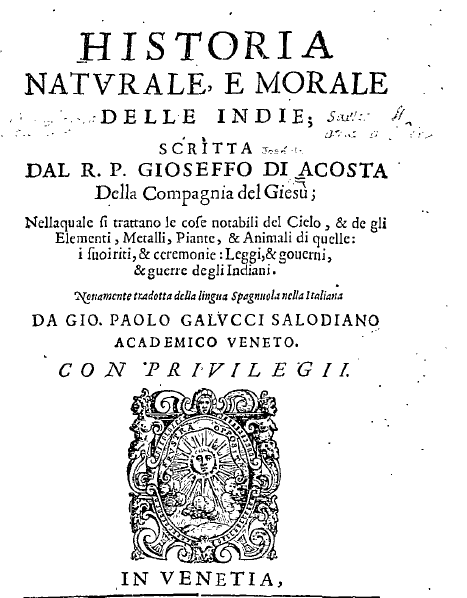
José de Acosta; Historia natural e morale delle India, Übersetzung von Galucci Solodiano, Venedig, Bernardo Basa, 1596.

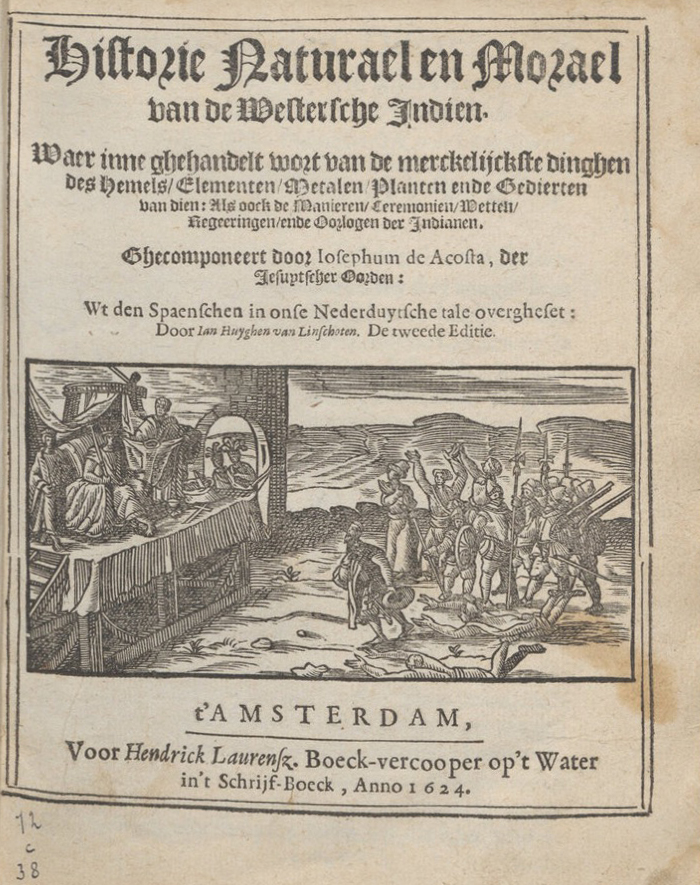
Übersetzung ins Niederländische (2. Auflage) (1624)

Die Historia natural y moral de las Indias von Pater José de Acosta wurde erstmals 1590 in Sevilla auf Spanisch veröffentlicht. Sein unmittelbarer Erfolg übertraf den jedes anderen Werks dieser Gattung, wie die zahlreichen Auflagen und die Übersetzungen ins Italienische, Französische, Deutsche, Englische, Niederländische und Lateinische im 17. und 18. Jahrhundert belegen. Es wurde von Robert Regnault (aus dem Minoritenorden) ins Französische übersetzt und 1598 unter dem leicht geänderten Titel Histoire naturelle et morale des Indes tant orientales qu'occidentales veröffentlicht. In englischer Sprache (1604) von Edward Grimeston (The naturall and morall historie of the East and West Indies), in niederländischer Sprache von Jan Huygen van Linschoten und ist 1605 in deutscher Sprache erschienen.